# Julien Ielsch
Julien Ielsch (* 5. März 1983 in Belfort) ist ein französischer ehemaliger Fußballspieler. Er spielte als linker Außenverteidiger oder im defensiven Mittelfeld.

## Vereinskarriere
Als Jugendspieler lief Ielsch für die französische U-15 sowie die U-16-Auswahl auf. Er begann das Fußballspielen beim FC Sochaux, wo er jedoch nicht über die zweite Mannschaft hinauskam. 2004 unterschrieb er beim Schweizer Erstligisten Neuchâtel Xamax. Dort wurde er regelmäßig eingesetzt, verließ den Verein aber 2005 wieder, als er zu Stade Reims ging. Bei dem Zweitligisten war er ebenfalls Stammspieler. 2010 wechselte er zum Drittligisten SC Amiens. Mit diesem gelang ihm 2011 der Aufstieg in die zweite Liga, welchem aber nur ein Jahr später der erneute Abstieg folgte. Ielsch behielt seinen Platz in der ersten Elf, bis er im Sommer 2013 beim Drittligakonkurrenten Red Star Paris unterschrieb. 2015 wechselte er zum ebenfalls drittklassigen SC Amiens, mit dem er nach zwei Aufstiegen in Serie 2017 den Sprung in die erste Liga schaffte. Dort beendete er 2018 auch seine Karriere.